# Augustine Chacon

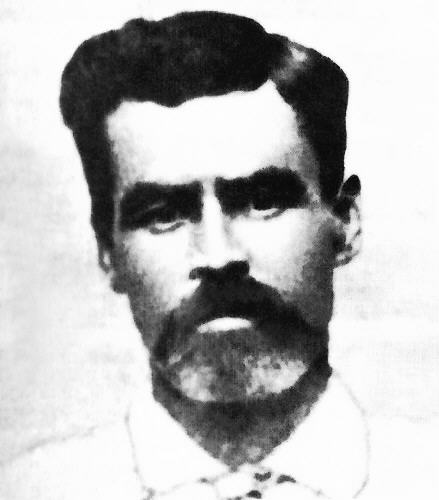
Augustine Chacon, um 1900

Augustine Chacon (* 1861 im mexikanischen Bundesstaat Sonora; † 1902 in Solomonville, Arizona), wegen seiner stark behaarten Brust auch unter dem Spitznamen El Peludo (span. für Der Behaarte) bekannt, war ein mexikanischer Bandit und Volksheld im Wilden Westen, der seine Straftaten meistens auf US-amerikanischem Territorium beging und sich anschließend vor Strafverfolgung auf seine in Mexiko gelegene Ranch zurückzog.

## Leben
Chacon kam erstmals Ende der 1880er Jahre nach Morenci in Arizona, wo er zwar einer regulären Tätigkeit nachging, gleichzeitig aber aus einigen seiner dort lebenden mexikanischen Landsleute eine Bande zusammenstellte, die sich vorwiegend auf Viehdiebstahl und bewaffnete Raubüberfälle spezialisierte.
Nachdem er 1896 in Morenci den Deputy Sheriff Pablo Salcido ermordet hatte, wurde er von einem Suchtrupp verfolgt und noch vor der mexikanischen Grenze festgenommen. Im anschließenden Verfahren wurde er des Mordes schuldig gesprochen und zum Tode durch den Strang verurteilt. Viele der armen Mexikaner, die in den nahegelegenen Bergwerken arbeiteten, sahen in Chacon jedoch eine Art Robin Hood und waren entschlossen, ihm zur Flucht zu verhelfen. Zu diesem Zweck überbrachte ihm eine junge und attraktive Mexikanerin eine Bibel, in der eine kleine Säge versteckt war. Mit dieser zersägte er die Gitterstäbe seines Zellenfensters. Um die Geräusche zu übertönen, musizierten seine Zellengefährten, allesamt Mariachi, täglich stundenlang und lautstark. Als die Gitter durchgesägt waren, überredete die junge Frau den in jener Nacht diensthabenden Gefängniswärter mit einem vielversprechenden Lächeln zu einem gemeinsamen Nachtspaziergang, während dem Chacon unbemerkt die Flucht ergriff.
Der Arizona-Ranger Captain Burton C. Mossman war jedoch fest entschlossen, den Sträfling dingfest zu machen. Mit Hilfe der ehemaligen Gesetzeshüter Burt Alvord und Billy Stiles gelang es Mossman, Chacon in Mexiko ausfindig zu machen und in eine Falle zu locken. Unter dem Vorwand, einen gemeinsamen Viehdiebstahl verüben zu wollen, arrangierte Mossman ein Treffen mit Chacon. Bei diesem nahm er Chacon fest und überführte ihn zurück in die Staaten, wo er Ende 1902 in Solomonville, Arizona, gehängt wurde.
Die Tatsache, dass Mossman bei dieser Aktion selbst rechtswidrig handelte, weil er keine Befugnis zur Festnahme von Personen auf mexikanischem Territorium hatte, führte zu massiven Protesten durch die mexikanische Regierung.

## Chacons Leben im Film
Chacons Leben inspirierte den Filmregisseur Franklin Adreon 1955 zu einer gleichnamigen Episode (namens Augustine Chacon) der 39-teiligen Westernserie Eisenbahndetektiv Matt Clark.